# Februar 2003
Portal Geschichte | Portal Biografien | Aktuelle Ereignisse | Jahreskalender | Tagesartikel

◄ |
20. Jahrhundert |
21. Jahrhundert

◄ |
1970er |
1980er |
1990er |
2000er
| 2010er | 2020er | 2030er | ►

◄ |
1999 |
2000 |
2001 |
2002 |
2003
| 2004 | 2005 | 2006 | 2007 | ►

◄ |
November 2002 |
Dezember 2002 |
Januar 2003 |
Februar 2003 |
März 2003 |
April 2003 |
Mai 2003 |
►
Dieser Artikel behandelt tagesbezogene Nachrichten und Ereignisse im Februar 2003.

## Tagesgeschehen

### Samstag, 1. Februar 2003
- Houston/Vereinigte Staaten: Das Space Shuttle Columbia bricht während des Landeanflugs in rund 60 km Höhe über Texas auseinander und verglüht zum Teil. Die Trümmer gehen über den Südstaaten der Vereinigten Staaten nieder. Die sieben Besatzungsmitglieder der Mission STS-107 haben keine Chance zu überleben.[1]
- New York/Vereinigte Staaten: Deutschland übernimmt für einen Monat den Vorsitz im Sicherheitsrat der Vereinten Nationen. Bundeskanzler Gerhard Schröder gab im Vorfeld die Leitlinie aus, dass sich Deutschland in keinem Fall an einem Irakkrieg beteiligen werde, für den andere Mitglieder des Sicherheitsrats werben.[2]
- Simbabwe: Beim Zusammenstoß eines Personenzuges mit einem Güterzug im Nordwesten Simbabwes sterben 40 Menschen.

### Sonntag, 2. Februar 2003

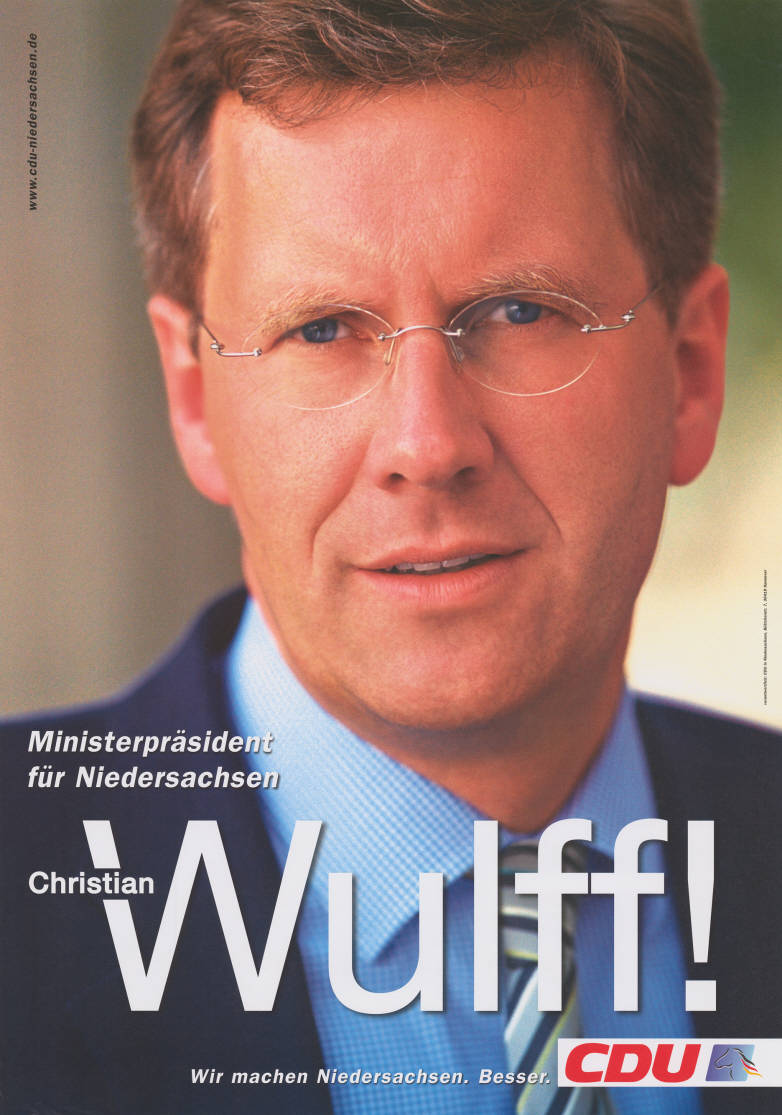
Christian Wulff

- Baikonur/Kasachstan: Vom Kosmodrom Baikonur startet ein unbemannter russischer Progress-Transporter an der Spitze einer Sojus-Rakete zur Internationalen Raumstation.
- Hannover/Deutschland: Bei der niedersächsischen Landtagswahl verliert die SPD mit Ministerpräsident Sigmar Gabriel ihre Regierungsmehrheit. Designierter Nachfolger ist der CDU-Spitzenkandidat Christian Wulff. Er strebt eine Koalition mit der FDP an.[3]
- Lissabon/Portugal: Erstmals seit 25 Jahren spielt die deutsche Handballnationalmannschaft der Männer um den Gewinn der Weltmeisterschaft. Das Team von Bundestrainer Heiner Brand verliert das Finale der WM in Portugal mit 31:34 gegen Kroatien und ist damit Vizeweltmeister.
- Prag/Tschechische Republik: Die Amtszeit Václav Havels als Präsident ist nach zweimal fünf Jahren abgelaufen. Ein Amtsnachfolger steht zunächst noch nicht fest.
- Wiesbaden/Deutschland: Bei der hessischen Landtagswahl erringt die CDU die absolute Mehrheit. Die bisher mitregierende FDP geht in die Opposition.[4]

### Montag, 3. Februar 2003
- Jakarta/Indonesien: Bei einem Bombenanschlag auf das Hauptquartier der Polizei werden ein Gebäude und zwei Autos beschädigt. Menschen kommen nicht zu Schaden.
- Venezuela: Die Opposition erklärt offiziell das Ende des seit 63 Tagen andauernden Generalstreiks.
- Zonguldak/Türkei: Beim Untergang des russischen Frachtschiffs Strelets im Schwarzen Meer sterben mindestens acht Besatzungsmitglieder.[5]

### Dienstag, 4. Februar 2003

Für Serbien und Montenegro steht diese neue Flagge zur Wahl

- Belgrad/Serbien und Montenegro: Die Bundesrepublik Jugoslawien ist ab heute eine so genannte „Staatenunion von Serbien und Montenegro“. Damit sind Montenegro und Serbien fortan „selbständige“, aber nicht völkerrechtlich souveräne Staaten. Montenegro war bereits zwischen 1878 und 1916 unabhängig. Diesen Status streben viele Politiker des Landes weiterhin an. Das serbisch-montenigrische Parlament beschließt außerdem die Einführung einer neuen Flagge für die Staatenunion und will noch in diesem Jahr über die eingehenden Vorschläge abstimmen.[6]
- Berlin/Deutschland: Martina Gedeck und Jürgen Vogel werden als beste deutsche Schauspieler mit der Goldenen Kamera ausgezeichnet.[7]
- Düsseldorf/Deutschland: Die FDP-Fraktion im nordrhein-westfälischen Landtag stimmt knapp gegen einen Ausschluss von Jürgen Möllemann. 15 Abgeordnete stimmten für einen Ausschluss, 16 Stimmen wären erforderlich gewesen.
- Le Touquet/Frankreich: Der britische Premierminister Tony Blair scheitert im Seebad Le Touquet bei dem Versuch, den französischen Präsidenten Jacques Chirac zu überzeugen, seine Haltung zum Irak-Konflikt zu ändern. Chirac spricht sich auch weiterhin für eine Fortsetzung der UN-Inspektionen aus.
- Sialkot/Pakistan: Durch die Explosion von in Seecontainern verladenen Feuerwerkskörpern sterben 17 Menschen, darunter zwei Kinder einer anliegenden Schule.[8]

### Mittwoch, 5. Februar 2003
- New York/Vereinigte Staaten: Auf der Sitzung des Weltsicherheitsrats zur Irak-Krise legt US-Außenminister Colin Powell dem Gremium Abhörprotokolle und Satellitenfotos vor, die beweisen sollen, dass der Irak Massenvernichtungswaffen vor den UN-Inspektoren versteckt.
- Nürnberg/Deutschland: Die Bundesanstalt für Arbeit gibt bekannt, dass die Arbeitslosigkeit im Januar auf mehr als 4,6 Millionen gestiegen ist und damit den höchsten Stand seit fünf Jahren erreicht hat.

### Donnerstag, 6. Februar 2003
- Berlin/Deutschland: Die 53. Internationalen Filmfestspiele Berlin werden mit dem Film Chicago des amerikanischen Regisseurs Rob Marshall eröffnet.[9]
- Ehrwald/Österreich: In der Talstation der Tiroler Zugspitzbahn bricht ein Feuer aus. Durch den Schaden fällt die Seilbahn mehrere Monate aus.[10]

### Freitag, 7. Februar 2003
- München/Deutschland: Beginn der 39. Münchner Sicherheitskonferenz, an welcher auch der US-Verteidigungsminister Donald Rumsfeld teilnimmt.
- Moskau/Russland: Die russische Regierung spricht sich trotz starkem Druck gegen eine UN-Resolution für einen Irak-Krieg aus.
- Washington, D.C./Vereinigte Staaten: US-Präsident George W. Bush ordnet wegen steigender Terror-Gefahr die zweithöchste Alarmstufe „Orange“ an.

### Samstag, 8. Februar 2003
- Australien: Rund 750 nackte Frauen demonstrieren gegen einen Irak-Krieg. Sie bilden aus ihren Körpern die Worte „No War“.
- Hamburg/Deutschland: Der Zeitschrift Der Spiegel zufolge arbeiten Deutschland und Frankreich an einem alternativen Plan, um den Irak komplett zu entwaffnen. Dazu sollen UNO-Blauhelmsoldaten die Kontrolle des Landes übernehmen.
- London/Vereinigtes Königreich: Das Dossier, das am 3. Februar von der britischen Blair-Regierung vorgelegt wurde, um die unmittelbare Gefahr zu dokumentieren, die vom Irak ausgehe, basiert Channel 4 News zufolge stellenweise wörtlich auf einer zwölf Jahre alten Arbeit eines kalifornischen Studenten.
- München/Deutschland: Mit den Worten „I am not convinced“ (deutsch „Ich bin nicht überzeugt“) begründet Bundesaußenminister Joseph Fischer auf der 39. Münchner Sicherheitskonferenz die mangelnde Bereitschaft der Bundesrepublik, die Vereinigten Staaten bei einer Invasion in den Irak zu unterstützen.[11]

### Sonntag, 9. Februar 2003
- Belgien, Russland: Beide Staaten wollen den deutsch-französischen Vorstoß zur Abrüstung des Iraks unterstützen. Er soll am kommenden Freitag dem UN-Sicherheitsrat vorgelegt werden.
- Berlin/Deutschland: Der Präsident Russlands Wladimir Putin trifft zu einem Besuch ein, um gemeinsam mit Bundespräsident Johannes Rau die „Deutsch-Russischen Kulturbegegnungen 2003/2004“ zu eröffnen.
- Indien: Die indische Regierung beginnt mit einer groß angelegten Impfkampagne gegen Poliomyelitis, bei der innerhalb von sechs Tagen rund 160 Mio. Menschen geimpft werden sollen.
- Kapstadt/Südafrika: Der achte Cricket World Cup beginnt.

### Montag, 10. Februar 2003
- Brüssel/Belgien: Der NATO-Rat hat sich auch in einer zweiten Sondersitzung nicht auf Planungen zum Schutz der Türkei im Fall eines Irak-Krieges einigen können. Belgien und Frankreich halten am Veto gegen den Antrag der Vereinigten Staaten fest, der Einspruch wird von Deutschland unterstützt; damit ist das am 6. Februar eingeleitete Schweigeverfahren angehalten.
- Kabul/Afghanistan: Deutschland und die Niederlande übernehmen das Kommando der Internationalen Schutztruppen in Afghanistan ISAF.

### Mittwoch, 12. Februar 2003
- Doha/Katar: Der Rundfunkveranstalter Al Jazeera veröffentlicht eine Tonbandaufnahme, auf der offenbar die Stimme des staatenlosen Terroristen Osama bin Laden zu hören ist, der sich als Urheber der Anschläge am 11. September 2001 in den Vereinigten Staaten zu erkennen gibt.
- Frankreich, Vereinigte Staaten: Der französische Vorschlag, die Zahl der UN-Waffeninspekteure im Irak zu erhöhen, wird von den Vereinigten Staaten zurückgewiesen. Enthalten waren im Vorschlag auch eine stärkere Luftüberwachung des Iraks und ein dauerhafter UNO-Koordinator in Bagdad.
- Irak: Vizepräsident Taha Yassin Ramadan bezichtigt die Vereinigten Staaten, die Welt mit dem erwarteten Krieg gegen sein Land in eine „große Katastrophe“ zu stürzen.
- New York/Vereinigte Staaten, Wien/Österreich: Die Internationale Atomenergieorganisation schaltet im Streit um das Atomprogramm Nordkoreas den Sicherheitsrat der Vereinten Nationen ein.
- Washington, D.C./Vereinigte Staaten: Der Senat und das Abgeordnetenhaus der Vereinigten Staaten haben sich beide dafür ausgesprochen, das vom Verteidigungsministerium geplante Überwachungsprogramm TIA (Total Information Awareness) nicht gegen die eigenen Bürger einzusetzen. Außerhalb der Vereinigten Staaten soll es jedoch eingesetzt werden. Dabei spielen gesetzliche Bedingungen anderer Staaten keine Rolle.
- BerliOS-OpenFacts, die freie Wissensdatenbank über Open-Source-Software, die auf der Basis eines Wiki funktioniert, wird ins Internet gestellt.

### Donnerstag, 13. Februar 2003
- Berlin/Deutschland: Der Bundestag stimmt über einen Entschließungsantrag der oppositionellen Unionsparteien zur militärischen Unterstützung der Vereinigten Staaten im Irakkrieg ab. Die Mehrheit der Parlamentarier lehnt den Antrag ab und stärkt die Irak- und Außenpolitik von Bundeskanzler Gerhard Schröder (SPD), der die Irak-Invasion der Vereinigten Staaten kritisiert.[12]
- Brüssel/Belgien: Das Föderale Parlament stellt die eingetragenen Partnerschaften homosexueller Paare mit der Zivilehe gleich. Das Recht auf die Adoption von Kindern wird Homosexuellen nicht eingeräumt.[13]
- London/Vereinigtes Königreich: Laut der Tageszeitung The Times ergab eine Untersuchung von Waffenexperten der Vereinten Nationen, dass die Reichweite des irakischen Raketentyps Al-Samoud-2 jenseits der erlaubten 150 km liegt.

### Freitag, 14. Februar 2003
- Bolivien: Die Proteste gegen die Sparpolitik von Präsident Gonzalo Sánchez de Lozada haben offenbar ein Ende gefunden, nachdem der Präsident seinen Kurs änderte. Der Streik der Polizei und darauf folgende Militäreinsatz forderte 22 Tote und 102 Verletzte.
- Korea: Erstmals seit Jahrzehnten können Südkoreaner auf dem Landweg nach Nordkorea reisen. 20 Busse mit knapp 500 Passagieren fahren in den Norden. Die Öffnung wurde bereits 2000 beschlossen, aber immer wieder verzögert.
- Melbourne/Australien: In Melbourne gehen weit über 100.000 Menschen gegen die Irak-Politik George W. Bushs auf die Straße.
- New York/Vereinigte Staaten: Der Bericht von Hans Blix vor dem UN-Sicherheitsrat bringt keine Verstöße gegen die Resolution 1441 zu Tage; Blix spricht auch Bedenken in Hinblick auf die Präsentation des US-Außenministers Powell vom 5. Februar aus, zugleich ermahne er den Irak, die noch fehlenden Nachweise für den Verbleib seiner Waffen nachzureichen. Russland und Frankreich bekräftigen ihren Friedenskurs und Russland spricht sich nochmals gegen eine weitere Resolution aus.
- Vereinigte Staaten: Die Untersuchungskommission zum Unglück der Raumfähre Columbia teilt als vorläufiges Ergebnis ihrer Ermittlungen mit, dass ein Riss oder Bruch im Hitzeschild des linken Flügels zum Auseinanderbrechen des Orbiters führte.
- Vereinigtes Königreich: Das mit Hilfe von drei unterschiedlichen lebendigen Schafen gezüchtete („geklonte“) Schaf Dolly wird im Alter von sechs Jahren eingeschläfert. Es litt u. a. an einer Lungenkrankheit.

### Samstag, 15. Februar 2003

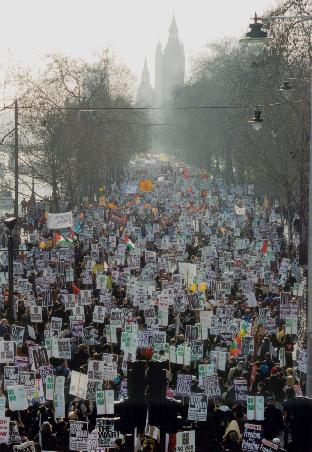
Londoner Innenstadt am 15. Februar 2003

- Berlin/Deutschland: Die Jury der 53. Internationalen Filmfestspiele Berlin zeichnet den Film In This World von Regisseur Michael Winterbottom als besten Beitrag des Festivals mit dem Goldenen Bären aus.[14]
- Deutschland: Gegen Hewlett-Packard läuft eine Datenschutzuntersuchung. Die Firma beansprucht in einer „Erklärung“, die bei der Installation des Treibers angezeigt wird, die Rechte an den Verbrauchs- und Statusdaten des Druckers. Der Anwender wird dabei nicht gefragt, ob er mit der Übermittlung der Daten über das Internet einverstanden ist.
- Kourou/Französisch-Guyana: Der letzte Start einer Ariane 4 Rakete verlief erfolgreich. Die Nachfolgerin Ariane 5 hingegen bereitet immer noch Probleme und sorgt für Abstürze.
- Weltweit: Bei Antikriegsdemonstrationen in weltweit über 600 Städten zählen die Veranstalter in Rom eine Million Teilnehmer und in Berlin und London jeweils 500.000.

### Sonntag, 16. Februar 2003
- Cancún/Mexiko: Die Gespräche der Doha-Runde zu Fragen des Welthandels enden ohne Ergebnis.
- Wien/Österreich: Scheitern der Koalitionsverhandlungen zwischen der konservativen Volkspartei ÖVP und den Grünen. Somit wartet das Land auch drei Monate nach der Parlamentswahl auf eine neue Regierung.
- Laut Angabe der Organisatoren waren an den gestrigen Demonstrationen gegen den Irakkrieg weltweit circa 11 Millionen Menschen beteiligt. Der Termin wurde bereits Monate vorher festgelegt.

### Montag, 17. Februar 2003
- Brüssel/Belgien: Der Streit, der die NATO zu spalten droht, nimmt ein Ende. Der Türkei werden Defensivwaffen zugesagt und die Vereinten Nationen sollen die Führungsrolle in der Irakkrise beibehalten.
- Canberra/Australien: Abschluss eines Freihandelsabkommen mit Singapur
- Chicago/Vereinigte Staaten: In einem Nachtclub sind bei einer Massenpanik mindestens 21 Menschen ums Leben gekommen. Sicherheitspersonal hatte Pfefferspray versprüht um einen Streit zwischen Gästen zu schlichten. Andere Gäste nahmen an, es handele sich um einen Terroranschlag und eine Massenflucht brach aus.
- London/Vereinigtes Königreich: Die Congestion Charge wird eingeführt und Kraftfahrer, die in die Innenstadt fahren wollen, müssen eine Gebühr in Höhe von 8 Pfund pro Tag entrichten.
- Mailand/Italien: Der amerikanische Nachrichtendienst CIA verschleppt den islamischen Geistlichen Osama Mustafa Hassan aus Mailand, wo er als Imam tätig ist, und fliegt ihn außer Landes. Nach einem Zwischenstopp in Deutschland endet die Entführung in Hassans Geburtsland Ägypten.[15]
- Nordkorea: Nordkorea droht, den Waffenstillstand von 1954 zu brechen. Als Grund wird die Verstärkung der US-amerikanischen Streitkräfte an Nordkoreas Küsten genannt.

### Dienstag, 18. Februar 2003
- Ankara/Türkei: Das Land erwartet von den Vereinigten Staaten konkrete Gegenleistungen für die Unterstützung der US-amerikanischen Irak-Politik. Ministerpräsident Recep Tayyip Erdoğan nennt den derzeitigen Kurs der Türkei „änderbar“.
- Daegu/Südkorea: Bei einem Feuer in der U-Bahn in Daegu kommen über 197 Menschen ums Leben.
- New York/Vereinigte Staaten: In einem Kompromiss der EU-Staaten, der auch von Deutschland getragen wird, wird ein Krieg gegen den Irak als Ultima Ratio nicht mehr ausgeschlossen. Die Auswertung der Arbeit der Waffeninspekteure soll dem UN-Sicherheitsrat überlassen werden. Frankreich lehnt eine neue UN-Resolution ab.

### Mittwoch, 19. Februar 2003
- Berlin/Deutschland: Die Bundesregierung beschloss gestern eine Straffreiheit für Steuersünder. Schwarzgeld kann in diesem Jahr straffrei zu einem Steuersatz von 25 Prozent, bis zum 30. Juni 2004 zu 35 Prozent geltend gemacht werden. Danach wird wieder die jetzige Praxis gelten. Außerdem soll das Bankgeheimnis abgeschafft werden und die Zinssteuer grundlegend geändert werden.
- Hamburg/Deutschland: Der Marokkaner Mounir al-Motassadeq ist im weltweit ersten Prozess um die Terroranschläge vom 11. September 2001 zu 15 Jahren Gefängnis verurteilt worden.
- Kerman/Iran: Beim Flugunfall eines iranischen Militärflugzeugs vom russischen Typ Iljuschin Il-76 kommen 275 Menschen (257 Revolutionsgardisten und 18 Besatzungsmitglieder) ums Leben.
- New York/Vereinigte Staaten: Vom Diebstahl ihrer Kreditkartendaten sind inzwischen acht Millionen Kunden betroffen, nachdem neben Visa und Mastercard auch American Express als Angriffsziel feststeht.

### Donnerstag, 20. Februar 2003
- Ankara/Türkei: Der Chef der Regierungspartei AKP, Recep Tayyip Erdoğan, darf zur Nachwahl im Bezirk Siirt antreten und kann bei einem Sieg das Amt von Regierungschef Abdullah Gül übernehmen.
- Berlin/Deutschland: Der Haushaltsausschuss des Bundestags stellt für die geplante Magnetschwebebahn Metrorapid in Nordrhein-Westfalen 80 Millionen Euro für den Etat 2003 ein.
- Im Internet verbreitet die Organisation „gatswatch“ trotz strenger Geheimhaltungsrichtlinien der EU die geheime und vertrauliche Angebotsliste zu den aktuellen GATS-Verhandlungen der WTO.
- West Warwick/Vereinigte Staaten: Bei der Brandkatastrophe im Nachtclub The Station, dem zweiten Unglück in einem Musikclub in den Vereinigten Staaten innerhalb weniger Tage, kamen bei einem Konzert der Hardrock Band „Great White“ 100 Menschen ums Leben. 230 Menschen wurden verletzt. Ein Feuerwerk in dem Club hatte die Bühne entzündet.

### Freitag, 21. Februar 2003
- Berlin/Deutschland: Verteidigungsminister Peter Struck will trotz neuer internationaler Aufgaben die Wehrpflicht beibehalten. Um die Betriebskosten zu senken, sollen bis zu 90 Tornados abgeschafft und der Kauf von 30 Eurocopter-Tiger-Hubschrauber gestrichen werden. Die Bundeswehr soll zur multinationalen Einsatztruppe weiterentwickelt werden.
- Berlin/Deutschland: Der Bundestag hat gegen den erbitterten Widerstand der Opposition das rot-grüne Steuerpaket verabschiedet. Die Union will es im Bundesrat wieder zu Fall bringen.
- Brüssel/Belgien: Kroatien stellt einen Antrag auf den Beginn von Verhandlungen über seinen Beitritt zur Europäischen Union.[16]
- Deutschland: Die Kirch-Gruppe hatte mehrere millionenschwere Geheimverträge. Nicht nur der FC Bayern München, sondern auch Fedor Radmann, der stellvertretende Präsident des WM-Organisationskomitees stand auf der Honorarliste des Medienunternehmers.
- New York/Vereinigte Staaten: In einem Verladeterminal des Ölkonzerns ExxonMobil im Stadtteil Staten Island explodiert ein Öltanker. Dabei kommen zwei Menschen ums Leben.
- Washington, D.C./Vereinigte Staaten: George W. Bush will mehrere hundert Mann aus Spezialeinheiten der US-Armee auf die Philippinen schicken um die islamistische Terrororganisation Abu Sajaf auszuschalten.
- Washington, D.C./Vereinigte Staaten: US-Verteidigungsminister Donald Rumsfeld gibt bekannt, dass die Truppen in der Region um den Irak bereit für den Krieg sind. Laut Washington Post wollen die Vereinigten Staaten die völlige Kontrolle über das Land übernehmen. Ein US-Verwalter soll einer neugebildeten Regierung vorstehen.

### Samstag, 22. Februar 2003

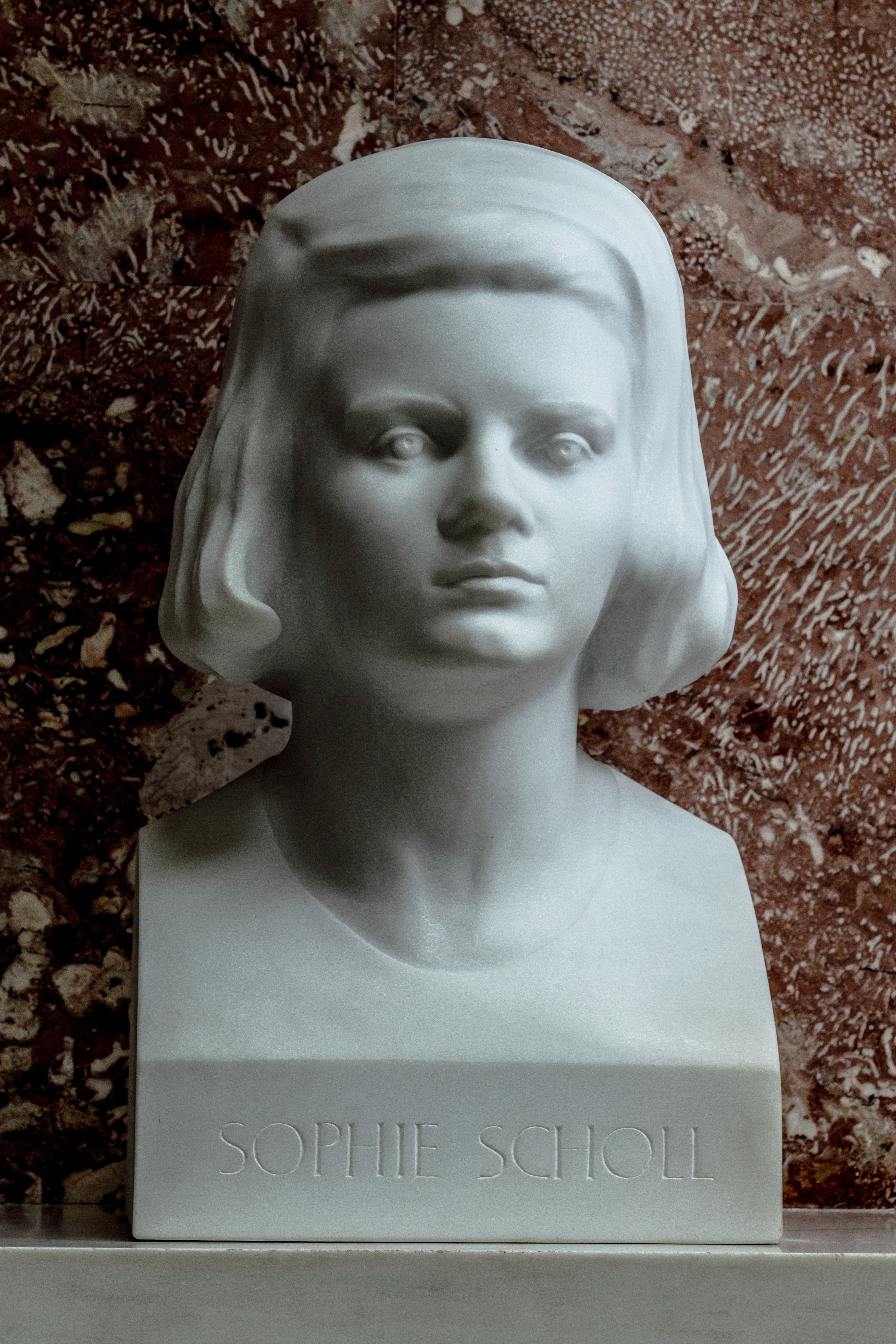
Sophie-Scholl-Büste

- Köln/Deutschland: Die Friedensbewegung setzt ihre Proteste gegen einen Irak-Krieg fort. 10.000 Demonstranten bilden eine Menschenkette in Form des Friedenszeichens.
- New York/Vereinigte Staaten: UN-Waffeninspektor Hans Blix verlangt die Vernichtung der Al-Samoud-2-Raketen. Der Irak soll bis zum 1. März damit beginnen.
- Regensburg/Deutschland: Die deutsche Widerstandskämpferin gegen den Nationalsozialismus Sophie Scholl wird 60 Jahre nach ihrer Hinrichtung mit einer Büste in der Walhalla geehrt. Sie war Mitbegründerin der „Weißen Rose“.
- Saint-Dié-des-Vosges/Frankreich: Ein Erdbeben der Stärke 5,4 mit Epizentrum bei St. Dié in den Vogesen erschüttert um 21.41 Uhr Ostfrankreich, Baden-Württemberg und die Schweiz. Menschen kommen nicht zu Schaden.
- Nordirland/Vereinigtes Königreich: Die Ulster Defence Association verkündet die  Einstellung aller Gewalthandlungen im Nordirlandkonflikt.

### Sonntag, 23. Februar 2003

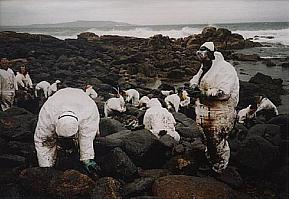
Ölpest in Galicien

- Beit Chanun/Palästinensische Autonomiegebiete: Beim Einmarsch israelischer Truppen in die Kleinstadt bei Gaza werden mindestens sieben Palästinenser getötet und 15 teilweise schwer verletzt.
- Iran: Mitarbeiter der Internationalen Atomenergiebehörde finden Einrichtungen, welche zur Entwicklung von Atomwaffen dienen könnten.
- Madrid/Spanien: Mehrere hunderttausend Menschen fordern bei einer Großdemonstration politische Konsequenzen wegen des Krisenmanagements der spanischen Regierung nach dem Untergang des Öltankers „Prestige“.
- New York/Vereinigte Staaten: Bei der diesjährigen Verleihung der Grammy Awards gewinnt Norah Jones die wichtigsten Preise, u. a. für die Single des Jahres und als Neuling des Jahres.[17][18]
- Telgte/Deutschland: Die Polizei nimmt einen 21-jährigen Tatverdächtigen fest, welcher den Mord an drei Putzfrauen durch gezielte Kopfschüsse vor einem Fitness-Studio in Telgte gestanden hat. Er handelte im Auftrag des Ehemannes eines der Opfer.

### Montag, 24. Februar 2003
- Berlin/Deutschland: Bundeskanzler Gerhard Schröder kündigt für den 14. März eine Rede an die Nation an in der er nicht nur ein Reformpaket vorstellen, sondern auch auf die Außenpolitik eingehen will.
- Berlin/Deutschland: Die von Verteidigungsminister Peter Struck zugesagte Überprüfung der Wehrpflicht scheint beim Führungsstab der Bundeswehr Widerstand auszulösen. Allerdings bleibt eine Entscheidung immer noch der Bundesregierung überlassen.
- Berlin/Deutschland: Weil sie ihren zweijährigen Sohn verhungern und verdursten ließ, wird eine 22-jährige Mutter zu lebenslanger Haft verurteilt.
- China: Bei einem Erdbeben der Stärke 6,8 im dicht besiedelten Nordwesten des Landes kommen mindestens 261 Menschen ums Leben. Fast 1.000 weitere Menschen werden verletzt.
- Den Haag/Niederlande: Der serbische Politiker Vojislav Šešelj, der wegen Kriegsverbrechen angeklagt ist, hat sich dem UN-Kriegsverbrecher-Tribunal in Den Haag gestellt. Ihm werden Verbrechen gegen die Menschlichkeit in Kroatien, Bosnien-Herzegowina und der nordserbischen Provinz Vojvodina zwischen 1991 und 1993 zur Last gelegt.
- Jerusalem/Israel: Die neue Regierung wird aus der rechts-konservativen Likud-Partei, der Zentrums-Partei Schinui und der Nationalreligiösen Partei bestehen. 61 von 120 bedeuten für die Regierung Ariel Scharons eine knappe Mehrheit.
- Washington, D.C./Vereinigte Staaten: Das Weiße Haus kündigt den Entwurf für eine neue Irak-Resolution an. UN-Waffeninspekteur Hans Blix spricht der Regierung des Iraks in Bagdad die Glaubwürdigkeit ab.
- Tanjung Balai/Indonesien: Die überladene Fähre KM Mutiara Indah sinkt in schwerer See. Mindestens 70 Menschen ertrinken vor der Ostküste Sumatras.[19]

### Dienstag, 25. Februar 2003

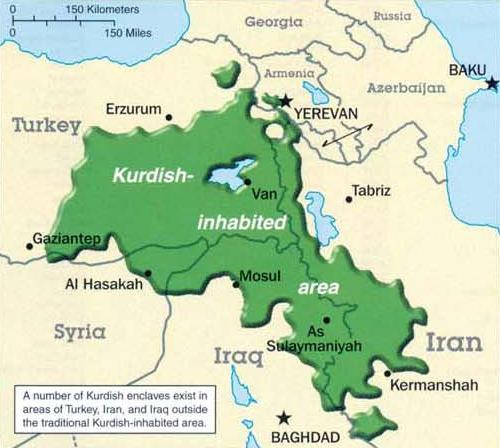
Kurdische Siedlungsgebiete laut Nachrichtendienst CIA

- Bagdad/Irak: Saddam Hussein deutet in einem Interview mit CBS Widerstand gegen die Zerstörung der Al-Samoud-2-Raketen an und fordert US-Präsident George W. Bush zu einem Fernsehduell auf. Dagegen teilt UN-Chefinspekteur Hans Blix in New York mit, dass Bagdad in den letzten Tagen mit den UN kooperiert. Der Irak hat die Waffeninspektoren informiert, Dokumente über die Beseitigung von Massenvernichtungswaffen von 1991 entdeckt zu haben.
- Bonn/Deutschland: Die Bundesprüfstelle für jugendgefährdende Medien indiziert auf Eilantrag des Bundesfamilienministeriums das Computerspiel „Command & Conquer: Generals“ des Herstellers Electronic Arts. Das Strategiespiel darf bis auf Weiteres weder beworben noch an Jugendliche unter 18 Jahren verkauft werden.[20]
- Deutschland: Der Weiße Ring kritisiert die Debatte um staatlich gebilligte Folter. In einem modernen Rechtsstaat sei Folter nicht akzeptabel. Die Gewerkschaft der Polizei ist gegen die Folter und fordert ein Ende der Diskussion.
- Deutschland: Nach Angaben der Ermittler im Fall der Übernahme der Mobilfunk-Firma Mannesmann durch Vodafone werden die Vorwürfe konkreter. Die überhöhten Abfindungszahlungen haben einen Schaden von bis zu 57 Millionen Euro angerichtet.
- Irakischer Teil Kurdistans/Irak: Die beiden wichtigsten Parteien der irakischen autonomen Region Kurdistan erklären, sie würden sich einem Einmarsch türkischer Truppen im Falle eines Irak-Krieges mit Waffengewalt entgegensetzen.
- Naher Osten: Ein Schneesturm trifft mehrere Länder. In Jordanien verzögern sich mehrere Auslandsflüge, viele Autofahrer blieben auf den Straßen der Hauptstadt Amman stecken.
- Nordkorea: Wenige Stunden vor der Einführung des neuen südkoreanischen Präsidenten Roh Moo-hyun testet Nordkorea eine Rakete. Sie versinkt im Japanischen Meer.
- Republik Kongo: Die Zahl der Opfer des Ebola-Virus ist auf 76 angestiegen. Die Seuche ist zu Beginn des Jahres in der Gegend der Dörfer Kele und Mbou, etwa 800 Kilometer nördlich der Hauptstadt Brazzaville ausgebrochen.
- Vereinigtes Königreich: Das Land hat gestern Abend einen Entwurf für eine neue Irak-Resolution eingebracht, der gemeinsam mit den Vereinigten Staaten und Spanien erarbeitet wurde. Darin heißt es, dass der Irak seine letzte Chance zur Abrüstung verpasst hat. Von Frankreich, Russland und Deutschland gibt es einen Gegenentwurf, der auch von der Volksrepublik China unterstützt wird.

### Mittwoch, 26. Februar 2003
- Berlin/Deutschland: Die Bundesregierung beschließt für LKW eine Maut von durchschnittlich 15 Cent pro Kilometer.
- Deutschland: Die Fahrkartenschalter der Deutschen Bahn werden auf Wirtschaftlichkeit überprüft. Bis 2005 sollen Presseberichten zur Folge 300 geschlossen werden. Dabei stehen 1.800 Arbeitsplätze auf dem Spiel.
- Nordkorea: Nach einer Meldung der südkoreanischen Nachrichtenagentur Yonhap hat Nordkorea seine Bevölkerung aufgefordert, sich auf einen Krieg vorzubereiten, da die Vereinigten Staaten einen Angriff auf das Land planten.
- Ottawa/Kanada: Die Regierung legt im Streit um den Irak einen Kompromissvorschlag zur Vermittlung vor. Es sieht vor, dass der Irak bis 28. März abrüsten muss. Im anderen Fall muss das Land mit einem Krieg rechnen.
- Saarbrücken/Deutschland: Eine mutmaßliche Kinderschänderbande gesteht den Mord an dem fünfjährigen Pascal. Zwölf Mitglieder sind in Untersuchungshaft.
- Stuttgart/Deutschland: Von einer Anwaltskanzlei wird Strafanzeige gegen die Deutsche Telekom und die Bundesrepublik gestellt. Es besteht der Verdacht des Betrugs beim dritten Börsengang. Die Anklage wegen der Übernahme der Voicestream wird dagegen fallengelassen.
- Vereinigte Staaten: Mehr als drei Wochen nach dem Absturz des Space Shuttles Columbia wurde eine Hitzeschutzkachel entdeckt, die mysteriöse orangefarbene Spuren aufweist und am zweiten Flugtag der Raumfähre bewegte sich ein unidentifiziertes Teil mit einer Kantenlänge von etwa 30 cm von der Columbia weg.
- Vereinigte Staaten: Das FBI und der Secret Service bestätigen Meldungen, nach denen sie seit zwei Wochen wegen eines Hacks ermitteln, bei dem Zugangsdaten zu mehr als fünf Millionen Kreditkarten-Konten erbeutet wurden. Circa 2 Millionen MasterCard-Kunden und etwa 3,4 Millionen Visa-Kunden sind betroffen.[21]
- Washington, D.C./Vereinigte Staaten: Kriegsgegner blockieren die Telefonleitungen im Weißen Haus. Sie protestieren mit einer Flut von Anrufen, Faxen und E-Mails gegen die Irak-Politik der US-amerikanischen Regierung.
- Wien/Österreich: Die Bundesregierung beschließt, die Betreuung von Asylbewerbern in die Hände einer Privatfirma zu geben.

### Donnerstag, 27. Februar 2003
- Bagdad/Irak: Nach Angaben der ägyptischen Nachrichtenagentur MENA will die Regierung der Zerstörung der umstrittenen Al-Samoud-2-Raketen zustimmen. Innerhalb von 48 Stunden will die Regierung dazu schriftlich Stellung nehmen.
- Den Haag/Niederlande: Das UN-Tribunal hat die 72-jährige Politikerin Biljana Plavšić, die frühere Präsidentin der bosnischen Republika Srpska, wegen Verbrechen gegen die Menschlichkeit zu elf Jahren Haft verurteilt. Sie hatte sich im Dezember 2002 zu ihrer Schuld an der Vertreibung und Ermordung von Muslimen und Kroaten in den Jahren 1991 und 1992 in Bosnien und Herzegowina bekannt.[22]
- Deutschland: Die Deutsche Bahn steuert auf schwere Arbeitskämpfe zu. Bereits am Samstag sind die ersten Warnstreiks zu erwarten.
- Deutschland: Das Verfahren um das Verbot der rechtsextremen NPD wird nach Einschätzung von Prozessbeobachtern voraussichtlich am 18. März vom Bundesverfassungsgericht ohne Urteil eingestellt.
- Doha/Katar: Bei einem Anschlag werden mindestens zwei Menschen verletzt.
- Lefkoşa/Zypern: Rauf Denktaş, Präsident der türkischen Zyprioten, weist den UN-Plan zur Vereinigung der beiden zyprischen Landesteile zurück.
- Vereinigte Staaten: Die Regierungen der Vereinigten Staaten und der Türkei haben sich nach wochenlangem Tauziehen auf die Stationierung von etwa 62.000 US-Soldaten in der Türkei geeinigt. Dafür erhält die Türkei Kredite und Bürgschaften in Milliardenhöhe.
- Vereinigte Staaten: Der „New York Times“ zufolge erhält das Berliner Architektenteam um Daniel Libeskind den Zuschlag für das neue World Trade Center (WTC). Der Vorschlag der Firma beinhaltet auch neue Super-Hochhäuser.
- Vereinigte Staaten: Die Ermittler zur Explosion des Space Shuttle „Columbia“ sind auf ein Videoband gestoßen, das um 14.48 Uhr, etwa 15 Minuten vor der Explosion endet und die Astronauten kurz vor ihrem Tod zeigt.
- Vereinigte Staaten: Nach dem Unglück des Space Shuttles Columbia wird von der NASA mitgeteilt, dass die Besatzung der Internationalen Raumstation auf zwei Personen reduziert und der weitere Ausbau vorerst gestoppt wird.

### Freitag, 28. Februar 2003
- Deutschland: Weil die Pflegeversicherung die anfallenden Kosten langfristig nicht decken könne, schlägt die Rürup-Kommission einen radikalen Umbau vor. Dabei sollen alle Steuerzahler die Pflegeversicherung finanzieren anstatt wie bisher nur die Pflichtversicherten.
- Hamburg/Deutschland: Der Tarifstreit des Boden- und Kabinenpersonals der Fluggesellschaft Lufthansa wird nach monatelangen Verhandlungen mit dem Schlichter Klaus von Dohnanyi beigelegt.[23]
- Jerusalem/Israel: Die neue Regierung des Ministerpräsidenten Ariel Scharon wird vom Parlament bestätigt.
- Karatschi/Pakistan: Bei einem Terroranschlag vor dem US-Konsulat werden drei Polizisten von Unbekannten erschossen. An gleicher Stelle kamen vor wenigen Monaten zwölf Menschen bei einem Anschlag ums Leben.
- Prag/Tschechische Republik: Der 61-jährige Václav Klaus wird zum neuen Präsidenten gewählt.
- Stuttgart/Deutschland: Der Kfz-Hersteller DaimlerChrysler ruft 50.000 City-Coupés der Marke Smart aus den Baujahren 1999 bis 2000 in die Werkstätten zurück. Der Lenkstock-Hebel der Fahrzeuge ist nach Angabe des Unternehmens defektanfällig, was zum Ausfall der Tachobeleuchtung und der Rücklichter führen könne.
- Washington, D.C./Vereinigte Staaten: Die NASA veröffentlicht fast vier Wochen nach der Explosion der Raumfähre „Columbia“ ein Videoband, auf dem Kommandant Rick Husband, Pilot William McCool, die Missionsspezialistin Kalpana Chawla und die Medizinerin Laurel Clark zu sehen sind, wie sie sich routinemäßig auf den Landeanflug vorbereiten.[24]
- Wien/Österreich: Die neue Bundesregierung Schüssel mit Mitgliedern aus ÖVP und FPÖ wird vereidigt. Beide Parteien koalieren seit dem Jahr 2000. Da die FPÖ nationalistisch ausgerichtet ist, kommt es wie bei der Angelobung im Jahr 2000 zu Protesten in den Straßen von Wien, jedoch in einem geringeren Ausmaß.[25]

## Weblinks

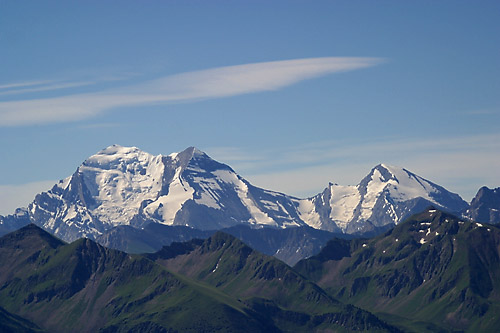
Kanton Bern im Februar 2003